# Frisch-Peierls-memorandum

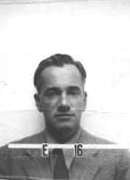
Otto Robertus Frisch

Het Frisch–Peierls-memorandum was een vertrouwelijk memorandum opgesteld in maart 1940 door twee onderzoekers van de Universiteit van Birmingham, Otto Frisch en Rudolf Peierls. Frisch en Peierls maakten hierin een bescheiden inschatting van de kritische massa die nodig is voor het vervaardigen van een atoombom. In plaats van tonnen natuurlijk uranium-238 had Frisch (op suggestie van Niels Bohr) berekend dat voor uranium-235 een kilo materiaal genoeg was om een nucleaire kettingreactie tot stand te brengen. Deze hoeveelheid – na later bleek te laag berekend – overtuigde de Britse regering ervan dat de constructie van een atoombom mogelijk was.
In dit schrijven werd nadrukkelijk gewaarschuwd dat nazi-Duitsland in staat was een atoombom te maken, een superbom met een explosieve kracht van 1000 ton dynamiet.
Een kopie gaven Frish en Peierls aan hun hoogleraar Mark Oliphant die het document vervolgens doorspeelde aan Henry Tizard, de voorzitter van het Committee on the Scientific Survey of Air Defence – het belangrijkste wetenschappelijk comité voor de landsverdediging in Groot-Brittannië. Op Tizards aanraden werd voor verder onderzoek het MAUD-comité (Military Application of Uranium Detonation) opgericht onder voorzitterschap van George Paget Thomson. Vanwege hun Duitse respectievelijk Oostenrijkse afkomst werd zowel Peierls als Frisch buitengesloten van dit comité. 
In september 1940 werden op het hoogtepunt van de Slag om Engeland de geheime Britse onderzoeksprojecten, waaronder dit memorandum, overgebracht naar de Verenigde Staten, de zogenaamde Tizard-missie. Daar was het mede bepalend in de oprichting van het Manhattanproject.